# Abd ar-Razzaq an-Naif
Abd ar-Razzaq an-Naif (arabisch عبد الرزاق النايف, DMG ʿAbd ar-Razzāq an-Nāyif; * 1933; † 9. Juli 1978 in London) war ein irakischer Politiker und 1968 Premierminister Iraks. Seine Amtszeit dauerte nur 13 Tage, vom 17. Juli 1968 bis zum 30. Juli 1968. Er war dem Premierminister Tahir Yahya gefolgt, der vom Militär abgesetzt worden war und dessen weiteres Schicksal nicht genau geklärt werden konnte. Am 17. Juli hatte Präsident Ahmad Hasan al-Bakr in einem unblutigen Staatsstreich die Macht übernommen und an-Naif eingesetzt. 13 Tage später jedoch übernahm al-Bakr neben dem Amt des Staatspräsidenten auch das des Premierministers. An-Naif wurde schließlich zehn Jahre später im britischen Exil in London am 9. Juli 1978 ermordet. Der Attentäter wurde schnell gefasst und 1979 zu lebenslanger Haft verurteilt.